# 克林顿基金会
克林顿基金会，成立于1997年作为威廉·克林顿基金会，并于2013年开始称为比尔、希拉里和切尔西・克林顿基金会，是一个根据第501（c）美国税码的非营利性公司。它是由美国比尔·克林顿前总统设立的，其任务是“加强美国人民和全世界人民应付全球相互依存挑战的能力”。其办事处设在纽约和阿肯色州的小岩城。

## 历史
到2016年，该基金会从美国公司、外国政府和公司、政治捐助者和其他各种团体和个人筹集了大约20亿美元。接受来自富有捐助者的资金一直是引起争议的根源。该基金会“赢得了慈善专家的赞誉，并已获得了两党支持”。
慈善捐款不是克林顿基金会的主要重点，而是将大部分资金留在基金会，雇用工作人员执行自己的人道主义方案。在对基金会的财务记录和税务报表进行习惯性审查之后，慈善监督组织（Charity Navigator）给予基金会最高的四分之四评级。作为另一慈善机构的慈善观察（CharityWatch）说基金会的88%的资金用于其慈善使命，并在2016年给此基金会A评级。2015年，基于收入2.23亿美元和费用比率为12%的2600余万美元以完成其任务。
这个基金会是一个公共组织，任何人都可以捐赠，并且与克林顿家庭基金会不同，后者是个人克林顿家族慈善事业的私人组织。
该基金会称并列其董事会成员的比尔·克林顿和他的女儿切尔西·克林顿并未从基金会收到任何工资或从基金会收到任何收入，当希拉里·克林顿在角逐总统之前担任董事会成员时，她也没有收到基金会的任何收入。

## 结构

### 克林顿全球倡议
克林顿全球倡议是比爾·克林顿在2005年发起这项全球倡议，旨在制造机会让国际领导人会面，并推行解决世界所面临的紧迫问题的创新方案，也是最受歡迎的慈善組織之一。
自2005年以来，参加这项倡议的成员已承诺拨出460亿美元，以落实改善人民生活的各种计划，从而让150国的2000多万人受惠。在2008年常年会议上所承诺落实的计划，预计也将惠及1亿6000万人。2008年12月克林顿全球论坛（Clinton Global Initiative）在香港召开，这也是克林顿全球倡议首次在美国纽约以外的城市召开。
2017年1月16日，英国《每日邮报》报道克林顿全球倡议辞退了最后22名员工，作为即将关闭該計劃的一部分。

## 爭議

### 基金會支出比例
2018年12月13日，美国众议院监督和政府改革委员会举办的听证会上，投資顧問公司 DM Income Advisors 的創辦人多伊爾（Lawrence Doyle）和莫伊尼漢（John Moynihan）對克林頓基金會進行了兩年的調查，查看基金會的納稅申報表及其它公開數據、並採訪基金會員工。在將基金會獲得的慈善捐贈跟旅行、工資和行政支出等費用去比對後，他們發現了一些不對勁的地方，克林顿基金会有六成左右的收入用在发放员工薪水、旅行和补助上，通常一个好的慈善机构只会在这些事情上花费15%左右。並於2017年8月首次向猶他州奧格登的國稅局辦公室提交對克林頓基金會的投訴。

### 逃税爭議
多伊爾和莫伊尼漢更指出，克林頓基金會按照外國代理人行事，這不符合國稅局對非營利機構的界定。他們告訴國會，克林頓基金會在作為外國代理人運營初期以及存在期間沒有按照501c3慈善基金會的要求運作，所以它不應當享有非營利組織的免稅資格。「連基金會和它自己的審計師在正式提交的文件中都承認，它確實作為（外國）代理人運作，所以該基金會無權獲得IRS 170（c）2中概述的501c3免稅特權。」莫伊尼漢說，「也因為如此，該基金會應該根據《外國代理註冊法》（FARA）登記。」多伊爾和莫伊尼漢是資深的法務調查員，既通曉法律，亦精通金融。他們表示，克林頓基金會借用非盈利機構名義獲得免稅、涉嫌逃稅的預估金額在4億美元到25億美元之間；同時，若美國國稅局發現克林頓基金會不是慈善機構，那麼捐助者也可能要對捐款所欠稅款負責。

### 捐款及利益衝突
在奧巴馬政府當政期間，希拉里受到質疑在批准一宗跟俄羅斯公司（鈾壹公司 Uranium One）的鈾協議過程中有利益衝突，批准鈾協議的是外國投資委員會（CFIUS），而時任國務卿希拉里是這個委員會的成員。前總統克林頓在2010年6月舉行演講，克林顿基金会因此從一家俄羅斯投資銀行獲得50萬美元捐款，知情人形容這家公司是俄羅斯政府的延伸機構。在演講的同期，鈾壹公司和 Rosatom 告訴 CFIUS，俄羅斯政府打算收購20%的美國鈾容量。由於俄羅斯政府因而接管了美國鈾資產的很大一部分，此項交易被質疑對美國國家安全造成損害。克林顿基金会自创立以来，吸金功力惊人，已经接近20亿美元。由于外国捐款的规模，包括许多国家政府的捐款，外界日益担心这些捐款意在影响美国最有权势的夫妇，並以此獲得政治及經濟上的利益。希拉里指自己會在當選總統後退出克林顿基金会。

### 希拉里郵件門
在2016年，由希拉里高級助手發出的一些內部郵件落到了駭客手中，內容為有關「克林頓基金會收到的外國捐贈及克林頓個人的營利性項目可能對希拉里的政治前途產生影響」，最終由維基解密分批發放公眾。從郵件中可看出，為盡量降低基金會出現潛在衝突的可能性而採取的舉措，助手們以及希拉里和克林頓的家郵件人中間引發了權力紛爭和內鬥。同時這些郵件內容令人擔心基金會的捐助者是否獲取了希拉里領導下國務院的特殊渠道安排或其他回報。

## 相關書籍
- 《權力遊戲: 希拉里競選失敗和川普戰勝的內幕》（Game of Thorns: The inside story of Hillary Clinton's failed campaign and Donald Trump's  winning strategy），作者為 Doug Wead[7]
- 《克林顿現金》（Clinton Cash），作者為 Peter Schweizer[8]